# Michael Kleinaltenkamp
Michael Kleinaltenkamp (* 25. Februar 1955 in Oberhausen) ist ein deutscher Wirtschaftswissenschaftler. Kleinaltenkamp war von 1992 bis 2020 Professor an der Freien Universität Berlin, wo er zunächst die Professur für Allgemeine Betriebswirtschaftslehre mit Schwerpunkt Technischer Vertrieb innehatte, die später in die Professur für Business- und Dienstleistungsmarketing umgewandelt wurde.

## Leben
Kleinaltenkamp studierte von 1973 bis 1978 Wirtschaftswissenschaft an der Ruhr-Universität Bochum. Nach dem anschließenden Zivildienst wurde er im Frühjahr 1981 zunächst Wissenschaftliche Hilfskraft und später Wissenschaftlicher Mitarbeiter am Lehrstuhl von Werner H. Engelhardt. Dort promovierte er 1984 zum Thema Recycling-Strategien – Wege zur wirtschaftlichen Verwertung von Rückständen aus absatz- und beschaffungswirtschaftlicher Sicht zum Dr. rer. oec. Nach seiner Habilitation mit einer Schrift zum Thema Standardisierung und Marktprozeß - Entwicklungen und Auswirkungen im CIM-Bereich wurde Kleinaltenkamp ebenfalls im Jahr 1992 auf die Professur für Allgemeine Betriebswirtschaftslehre mit Schwerpunkt Technischer Vertrieb an der Freien Universität Berlin berufen, die später in Professur für Business- und Dienstleistungsmarketing umbenannt wurde. Kleinaltenkamp blieb sein Forscherleben über an der Freien Universität Berlin.
2013 verlieh ihm die Universität Rostock die Würde eines Ehrendoktors (Dr. rer. pol. honoris causa) für seine Verdienste für betriebswirtschaftlich ausgerichteten Dienstleistungsforschung im deutschsprachigen Raum sowie die Internationalisierung der deutschen Betriebswirtschaftslehre. Er zählt heute zu den führenden Marketing-Forschern im deutschsprachigen Raum.
Kleinaltenkamps Forschungsschwerpunkte umfassen Business-to-Business-Marketing (B2B-Marketing), Dienstleistungsmarketing, Geschäftsbeziehungsmanagement und Marketing-Theorie. Seine Artikel und Forschungsergebnisse wurden in hochrangigen internationalen Fachzeitschriften wie dem Journal of Marketing, dem Journal of Service Research und Industrial Marketing Management publiziert. Von 2017 bis 2019 war Kleinaltenkamp Mitherausgeber der Fachzeitschrift Journal of Business & Marketing.
Im Jahr 2005 gründete Kleinaltenkamp gemeinsam mit Alfred Kuß das Marketing-Department am Fachbereich Wirtschaftswissenschaft der Freien Universität Berlin.
Von 2008 bis 2014 war Kleinaltenkamp einer der Principal Investigators des von der DFG geförderten Graduiertenkolleg Pfade organisatorischer Prozesse.
Daneben war er außerdem Gastprofessor an der School of Marketing, The Australian School of Management, University of New South Wales, Sydney (Australien) von Oktober 2007 bis Januar 2008 und Januar – Februar 2016, der Graduate School of Business and Law, RMIT University, Melbourne (Australien) im März 2016, UWA Business School, University of Western Australia, Perth (Australien) im April 2016. Von 2012 bis 2016 war Kleinaltenkamp zudem Recognised Teacher an der Cranfield School of Management der Cranfield University (Vereinigtes Königreich). Seit 2018 ist er regelmäßig Gastprofessor an der Cathólica Porto Business School, Universidade Católica Portuguesa, Porto, sowie seit 2019 am Dipartimento di Economia „Marco Biagi“ der Università di Modena e Reggio Emilia (UNIMORE), Modena. Seit Mai 2021 ist er Teaching Associate bei der Marketing Group der Warwick Business School der University of Warwick (UK).
Am 31. März 2020 wurde Michael Kleinaltenkamp pensioniert. Seit dem 1. Oktober 2020 ist Andreas Eggert Inhaber der Professur für Business- und Dienstleistungsmarketing an der Freien Universität Berlin.
Im Jahr 2025 erlangte die von Michael Kleinaltenkamp initiierte, zusammen mit Ilias Danatzis (King’s College, London), Tim Hill (University of Bath) und Ingo O. Karpen (Karstad University) durchgeführte und im Journal of Marketing veröffentlichte Studie „Curating the Crowd: How Firms Manage Social Fit to Stage Social Atmospheres“  großes mediales Interesse. In der Studie hatten die Autoren die Entscheidungskriterien untersucht, die beim Einlass zu den berühmten Berliner Techno-Clubs von den dort tätigen Selekteurinnen und Selekteuren verwendet werden.

## Preise und Ehrungen
- 2023: AMA SERVSIG Best Service Article 2022 Award der American Marketing Association für den Artikel Actor Ecosystem Readiness: Understanding the Nature and Role of Human Abilities and Motivation in a Service Ecosystem (zusammen mit Ilias Danatzis und Ingo O. Karpen)
- 2023: Best Reviewer of the Year 2022 Award des Journals AMS Review
- 2022: Best Paper of the Year 2021 Award des Journals AMS Review für den Artikel Advancing marketing theory and practice: guidelines for crafting research propositions (zusammen mit Wolfgang Ulaga, Vishal Kashyap und Andreas Eggert)[11]

- 2021: Best Paper Award im Track „Business to Business“ bei der ANZMAC 2021 für den Beitrag Unused Solutions in Business Markets (zusammen mit Laura Elgeti)

- 2021: Best Paper Award bei der 7. Rostocker Dienstleistungstagung für den Beitrag Don´t be shelf-fish! – What is problematic about putting business customer solutions on the shelf? (zusammen mit Laura Elgeti)[12]
- 2020: Sonderheft “Tuning the Sounds of Service: Essays in Honour of Michael Kleinaltenkamp” des Journals “Service Management Research”, hrsg. von Frank Jacob, Sascha Raithel und Martin Benkenstein[13]
- 2019: „Evert Gummesson Outstanding Research Award“ des Naples Forum on Service[14]
- 2019: Ehrung zum 40-jährigen Dienstjubiläum[15]
- 2017: Best Paper Award im Track „Industrial and Relationship Marketing” bei der ANZMAC 2017 für den Beitrag “Changes of Organizational Usage Processes” (zusammen mit Maximilian Huber)
- 2015: Festschrift Kundenintegration und Leistungslehre, herausgegeben von Sabine Fließ, Frank Jacob, Michaela Haase und Michael Ehret[16]
- 2013: Verleihung der Würde eines Ehrendoktors (Dr. rer. pol. honoris causa) durch die Universität Rostock[1]
- 2012: E-Learning-Preis der Freien Universität Berlin[17]
- 2007: Best Paper Award im Track „Business Interaction; Relationship Marketing and Networks” bei ANZMAC 2007 für den Beitrag “Reference objects of asset specificity as determinants for contract designs in business-to-business marketing” (zusammen mit Markus Ungruhe)

- 1992: „Gebrüder-Deschauer-Preis“ der Gesellschaft der Freunde der Ruhr-Universität Bochum e.V. für die Habilitationsschrift

## Artikel in internationalen Fachzeitschriften (Auswahl)
- Kleinaltenkamp, M., Kleinaltenkamp, M. J., & Tierney, K. (2025). The Emergence, Stabilization, and Destabilization of Resources: Gated Reverb and the Sound of the 80s, Industrial Marketing Management, 129, 166–181
- Kleinaltenkamp. M., Pedersen, C. L., & Ritter, T. (2025). Interorganizational Preparedness in Business-to-Business Relationships, Industrial Marketing Management, 129, 97-103
- Prohl-Schwenke, K., Kleinaltenkamp, M., & Eggert, A. (2025). Assessing Value-in-Use Management from the Customers’ Perspective, Industrial Marketing Management, 129, 37–49
- Danatzis, I., Hill, T., Karpen, I., & Kleinaltenkamp, M. (2025). Curating the Crowd: How Firms Manage Social Fit to Stage Social Atmospheres, Journal of Marketing, in pint: https://doi.org/10.1177/00222429251328277
- Kleinaltenkamp, M., Kleinaltenkamp, M. J., Karpen, Ingo O. (2023). Resource Entanglement and Indeterminacy: Advancing the Service-Dominant Logic through the Philosophy of Karen Barad, Marketing Theory, Marketing Theory, 24(4), 611–641
- Bischoff, P., Hogreve, J., Elgeti, L., & Kleinaltenkamp, M. (2023). How salespeople adapt communication of customer value propositions in business markets, Industrial Marketing Management, 114, 226–242
- Huber, M., & Kleinaltenkamp, M. (2023). How business usage center members' self-concepts affect their perceptions and assessments in organizational usage processes, Industrial Marketing Management, 114, 152–164
- Kleinaltenkamp, M. (2023). The Resources–Processes–Outcomes Approach: A Spark That Could Not Escape a Black Hole, SMR - Journal of Service Management Research, 7 (2), 68-81
- Becker, L., Karpen, I. O., Kleinaltenkamp, M., Jaakkola, E., Helkkula, A., Nuutinen, M. (2023). Actor experience: Bridging individual and collective-level theorizing, Journal of Business Research, 158, 113658
- Elgeti, L., & Kleinaltenkamp, M. (2022). Unrealized solutions in business markets, Industrial Marketing Management, 106, 31–46
- Danatzis, I., Karpen, I. O., & Kleinaltenkamp, M. (2021). Actor Ecosystem Readiness: Understanding the Nature and Role of Human Abilities and Motivation in a Service Ecosystem, Journal of Service Research, 25 (2), 281-300 (AMA SERVSIG Best Service Article 2022 Award)
- Kleinaltenkamp, M., Prohl-Schwenke, K., Keränen, J. (2022). What drives the implementation of customer success management? Antecedents of customer success management from suppliers' and customers' perspectives, Industrial Marketing Management, 102, 338–350
- Kleinaltenkamp, M., Karpen, I, O., & Kleinaltenkamp, M. J. (2022). A Sense-based Perspective on Market Shaping: Theorizing Strategies for the Origination and Propagation of New Resource Linkages, Industrial Marketing Management, 100, 145–156
- Prohl-Schwenke, K., & Kleinaltenkamp, M. (2021). How Business Customers Judge Customer Success Management, Industrial Marketing Management, 96, 197–212
- Ulaga, W., Kleinaltenkamp, M., Kashyap, V., Eggert, A. (2021). Advancing Marketing Theory and Practice – Guidelines for Crafting Research Propositions, AMS Review, 11 (3-4), 395–406 (Best Paper of the Year 2021 Award)
- Prohl, K., & Kleinaltenkamp, M. (2020). Managing Value in Use in Business Markets, Industrial Marketing Management, 91, 563-580
- Elgeti, L., Danatzis, I., & Kleinaltenkamp, M. (2020). Customer Capabilities for Solution Offerings in Business Markets, Industrial Marketing Management, 90, 44-59
- Huber, M., & Kleinaltenkamp, M. (2020). A Typology of Business Usage Center Members, Industrial Marketing Management, 85, 21-31
- Kleinaltenkamp, M., Karpen, I. O., Plewa, C., Jaakkola, E., & Conduit, J., (2019). Collective Engagement in Organizational Settings, Industrial Marketing Management, 80, 11-23
- Geiger, I., Dost, F., Schönhoff, A., & Kleinaltenkamp, M. (2015). Which types of multi-stage marketing increase direct customers’ willingness-to-pay? Evidence from a scenario-based experiment in a B2B setting, Industrial Marketing Management, 47, 175–189
- Kleinaltenkamp, M., Brodie, R., Frow, P., Hughes, T., Peters, L., & Woratscheck, H., (2012). Resource Integration, Marketing Theory, 12 (2), 201-205
- Geiger, I., Lefaix-Durand, A., Saab, S., Kleinaltenkamp, M., Baxter, R., & Lee, Y., (2012): The bonding effects of relationship value and switching costs in industrial buyer-seller relationships: an investigation into role differences, Industrial Marketing Management, 41, 82-93
- Haase, M., & Kleinaltenkamp, M. (2011). Property Rights Design and Market Process: Implications for Market Theory, Marketing Theory and S-D Logic, Journal of Macromarketing, 31 (2), 148-159
- Fließ, S., & Kleinaltenkamp, M. (2004). Blueprinting the Service Company: Managing Service Processes Efficiently and Effectively, Journal of Business Research, 57, 392-404
- Kleinaltenkamp, M., & Jacob, F. (2002). German Approaches to Business-to-Business Marketing Theory: Origins and Structure, Journal of Business Research, 55, 149-155

## Monographien (Auszug)
- Kleinaltenkamp, M., Prohl-Schwenke, K., & Elgeti, L. (2025). Customer Success Management – Kundenerfolg als Geschäftsstrategie, Cham, Springer
- Eggert, A., Kleinaltenkamp, M., Kuß, A., & Raithel, S. (2025). Marketing-Einführung – Grundlagen – Überblick – Beispiele, 9. überarb. Aufl., Wiesbaden, Springer Gabler
- Kleinaltenkamp, M., Prohl-Schwenke, K., & Elgeti, L. (2023). Customer Success Management – Helping Business Customers Achieve Their Goals, Cham, Springer
- Weiber, R., Kleinaltenkamp, M., & Geiger, I. (2022). Business- und Dienstleistungsmarketing – Die Vermarktung integrativ erstellter Leistungsbündel, 2. erw. u. akt. Aufl., Stuttgart, Kohlhammer
- Kleinaltenkamp, M., & Saab, S. (2021) Technischer Vertrieb – Eine praxisorientierte Einführung in das Business-to-Business-Marketing, 2. überarb. u. akt. Aufl., Wiesbaden, Springer Gabler.
- Kleinaltenkamp, M. (1993): Standardisierung und Marktprozeß - Entwicklungen und Auswirkungen im CIM-Bereich, Wiesbaden, Gabler
- Kleinaltenkamp, M. (1985). Recycling-Strategien – Wege zur wirtschaftlichen Verwertung von Rückständen aus absatz- und beschaffungswirtschaftlicher Sicht, Berlin, Erich-Schmidt-Verlag
- Kleinaltenkamp, M., Engelhardt, W. H. & Rieger, S.: Der Direktvertrieb im Konsumgüterbereich, Stuttgart, Kohlhammer

## Herausgeberbände (Auszug)
- Kleinaltenkamp, M.,Plinke, W., & Geiger, I. (Eds.) (2016). Business Project Management and Marketing – Mastering Business Markets, Wiesbaden, Springer
- Kleinaltenkamp, M., Plinke, W., Wilkinson, I., & Geiger, I. (2015) (Eds.): Fundamentals of Business-to-Business Marketing – Mastering Business Markets, Wiesbaden, Springer
- Kleinaltenkamp, M., Plinke, W., & Geiger, I. (Eds.) (2015). Business Relationship Marketing and Management – Mastering Business Markets, Wiesbaden, Springer
- Kleinaltenkamp, M., Plinke, W., & Geiger, I. (Hrsg.) (2013). Auftrags- und Projektmanagement, 2. völlig überarb. u. erw. Aufl., Wiesbaden, Springer Gabler
- Kleinaltenkamp, M., Plinke, W., Geiger, I., Jacob, F., & Söllner, A. (Hrsg.) (2011). Geschäftsbeziehungsmanagement, 2. völlig überarb. u. erw. Aufl., Wiesbaden, Springer Gabler
- Kleinaltenkamp, M., Plinke, W., Jacob, F., & Söllner, A. (Hrsg.) (2011). Markt- und Produktmanagement, 2. überarb. Aufl. Wiesbaden, Gabler
- Kleinaltenkamp, M., & Plinke, W. (Hrsg.) (2002). Strategisches Business-to-Business-Marketing, 2. Aufl., Berlin et al., Springer
- Kleinaltenkamp, M., & Plinke, W. (Hrsg.) (2000). Technischer Vertrieb - Grundlagen, 2., überarb. u. erw. Aufl., Berlin et al., Springer
- Backhaus, K., Günter, B., Kleinaltenkamp, M., Plinke, W. & Raffée, H. (Hrsg.) (1997). Marktleistung und Wettbewerb - Strategische und operative Perspektiven der marktorientierten Leistungsgestaltung, Werner H. Engelhardt zum 65. Geburtstag, Wiesbaden, Gabler
- Kleinaltenkamp, M., Fließ, S., & Jacob, F. (Hrsg.) (1996). Customer Integration - Von der Kundenorientierung zur Kundenintegration, Wiesbaden, Gabler
- Kleinaltenkamp, M., & Schubert, K. (Hrsg.) (1994). Netzwerk-Ansätze im Business-to-Business-Marketing - Beschaffung, Absatz und Implementierung Neuer Technologien, Wiesbaden, Gabler